# Parnassia chinensis
Parnassia chinensis là một loài thực vật có hoa trong họ Dây gối. Loài này được Franch. mô tả khoa học đầu tiên năm 1897.